# Dolný Vadičov
Dolný Vadičov (Hongaars: Alsóvadas) is een Slowaakse gemeente in de regio Žilina, en maakt deel uit van het district Kysucké Nové Mesto.
Dolný Vadičov telt 451 inwoners.